# NGC 5421B
NGC 5421B is een compact sterrenstelsel in het sterrenbeeld Jachthonden. Het hemelobject werd op 9 juni 1880 ontdekt door de Franse astronoom Édouard Jean-Marie Stephan.

## Synoniemen
- UGC 8941
- IRAS 13594+3403
- MCG 6-31-45
- KUG 1359+340
- MK 665
- ZWG 191.33
- 1ZW 78
- KCPG 407B
- VV 120
- Arp 111
- PGC 49949